# Авдюков, Александр Иванович
Александр Иванович Авдюков (11 декабря 1906, дер. Каменка, Ржевский уезд, Тверская губерния (ныне Ржевский район, Тверская область) — 1993, Лесной Свердловской области РСФСР) — советский государственный и хозяйственный деятель, председатель исполнительного городского комитета г. Лесной Свердловской области РСФСР (тогда Свердловск-45). Первый почётный гражданин города Лесного.

## Биография
В РККА служил с 1928 по 1930 и с 1933 по 1937 годы. Участник Великой Отечественной войны с 1941 года. Был старшим техником-лейтенантом, начальником АТС 967-го Отдельного корпусного сапёрного батальона 2-го Отдельного стрелкового корпуса. Войну окончил на Дальнем Востоке в отдельном стрелковом корпусе 36 армии Забайкальского фронта.
С 1948 года работал в закрытом городе Свердловск-45 на предприятии Электрохимприбор старшим инженером строительства, начальником жилищно-коммунального отдела, заместителем начальника цеха комбината «Электрохимприбор».
С 1954 по 1959 годы был председателем исполнительного городского комитета.
Один из инициаторов и первый председатель общественного совета музея города Лесного.

## Награды
- Орден Красной Звезды
- Орден Отечественной войны II степени (1985)
- Медаль «За победу над Германией в Великой Отечественной войне 1941—1945 гг.» (1945)
- Медаль «За победу над Японией» (1945)
- Медаль «За трудовую доблесть» (1954, за выполнение ответственного правительственного задания).
- Почётный гражданин города Лесного.